# Château de La Calahorra
Le château de La Calahorra est un château espagnol situé dans la ville de La Calahorra, dans la communauté autonome d'Andalousie et la province de Grenade.
Construit à partir d'une ancienne forteresse maure, le château a été bâti au pied de la Sierra Nevada entre 1509 et 1512. Il est l'un des premiers châteaux de style Renaissance italienne construit hors d'Italie. Le marquis Don Rodrigo Díaz de Vivar y Mendoza, à la suite d'un séjour en Italie de 1506 à 1508, le fait construire en confiant sa conception à des artisans Gênois pour traiter le monument "à l'italienne". Les éléments architecturaux et décoratifs s'inspirent notamment du répertoire d'ornements à l'antique rapporté d'Italie par le marquis vers 1509, le Codex Escurialensis. Le style renaissant apparaît par exemple dans la cour intérieure du château, dont l'étage présente une colonnade à chapiteaux corinthiens et une balustrade.
Il a été déclaré bien d'intérêt culturel en 1922. C'est une propriété privée.

## Galerie de photos

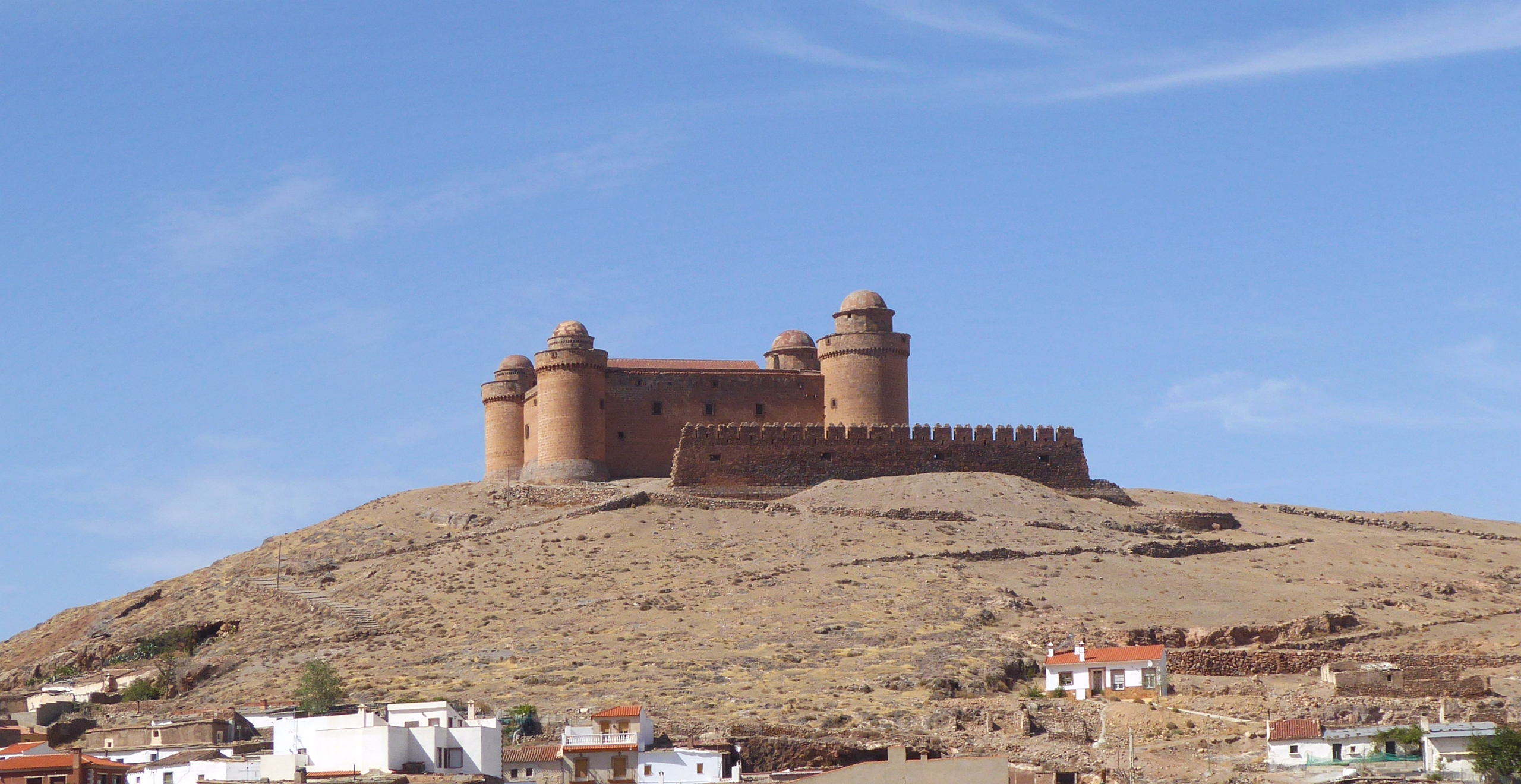
Castillo de La Calahorra (foto 2016)
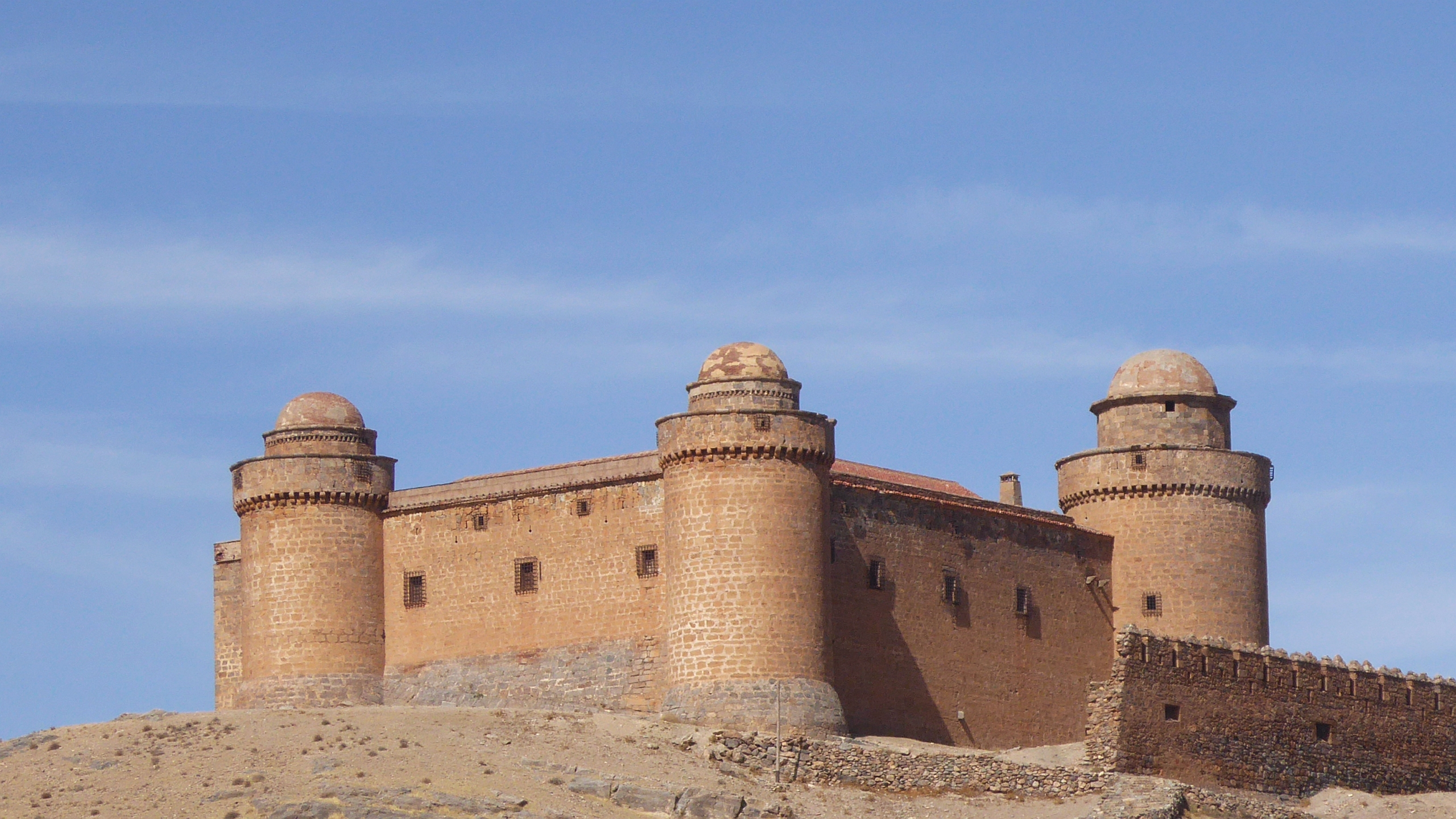
Castillo de La Calahorra

## Traduction
- (en) Cet article est partiellement ou en totalité issu de l’article de Wikipédia en anglais intitulé « Castillo de La Calahorra » (voir la liste des auteurs).